# 181-й окремий вертолітний полк (СРСР)
181-й окремий вертолітний полк (рос. 181-й отдельный вертолетный полк) — полк армійської авіації за часів війни в Афганістані, що діяв у складі ВПС СРСР.

## Історія
Сформований на базі 77-ї окремої вертолітної ескадрильї у травні 1973 на аеродромі Темір-Тау Карагандинської області Казахстану як 181-й окремий вертолітний полк пошуково — рятувальної служби. Дислокувався на аеродромі Джамбул і призначався для виконання важливих урядових завдань з пошуку і зустрічі космічних об'єктів.
11 грудня 1979 в 3:00 особовий склад частини піднято по тривозі і передислокований в місто Чирчик, а далі, забравши на борт вертольотів десантників, на авіабазу Кокайти. Перший одиночний виліт в Афганістан був здійснений 23 грудня 1979. Регулярні польоти на територію Республіки Афганістан почалися з третьої декади грудня.
Введено на територію Республіки Афганістан з 15 січня 1980 в складі трьох ескадрилей вертольотів Мі-8 і Мі-6.
За час війни льотчики полку здійснили 120 440 бойових вильотів із загальним нальотом 151 836 годин. При виконанні бойових завдань загинуло 52 людини особового складу. На бойовому рахунку полку — операції в Пандшерскії ущелині, провінціях Парван, Баях, Файзабад, участь в операціях, що проводяться в районах Мазарі-Шариф, Джелалабад, Кабул, Баграм.
5 льотчиків полку стали Героями Радянського Союзу (з них двоє — посмертно), 8 — нагороджені орденом Леніна, ордена Червоного Прапора отримали 39 військовослужбовців, 564 авіатора нагороджені орденом Червоної Зірки, 780 — орденом «За службу Батьківщині в Збройних Силах III ступеня».
5 серпня 1988 полк покинув Афганістан і був виведений на аеродром Пружани Белоруського Військового округу. Після 1991 увійшов до складу ВПС Білорусі.
На базі полку і частин забезпечення 1 жовтня 1993 була сформована 181-я бойова вертолітна база, яка існує донині.

### Командири
| Період    | Звання    | Командир полку                    |
| --------- | --------- | --------------------------------- |
| 1980-1981 | полковник | Рушінскій Владислав Олександрович |
| 1981-1982 | полковник | Варюхін Євген Олександрович       |
| 1982-1983 | полковник | Сергєєв Геннадій Миколайович      |
| 1983-1984 | полковник | Бігеев Марсель Саматовіч          |
| 1984-1985 | полковник | Письменний Вячеслав Михайлович    |
| 1985-1986 | полковник | Козлов Володимир Степанович       |
| 1986-1987 | полковник | Калінін В. Н.                     |
| 1987-1988 | полковник | Бєлов В. А.                       |
| 1987-1988 | полковник | Леонов Г. А.                      |

Таблицю складено за даними джерела